# Porrhomma gertschi
Porrhomma gertschi är en spindelart som beskrevs av Walter Leopold Victor Hackman 1954. Porrhomma gertschi ingår i släktet Porrhomma och familjen täckvävarspindlar. Inga underarter finns listade i Catalogue of Life.